# Campionati europei di atletica leggera 2024 - Mezza maratona femminile
La gara di mezza maratona femminile dei campionati europei di atletica leggera 2024 si è svolta il 9 giugno, con partenza ed arrivo nello Stadio Olimpico di Roma, in Italia..

## Podio
| Pos.    | Atleta                    | Nazionalità   | Tempo    |
| ------- | ------------------------- | ------------- | -------- |
| Oro     | Karoline Bjerkeli Grøvdal | Norvegia      | 1h08'09" |
| Argento | Joan Chelimo Melly        | Romania       | 1h08'55" |
| Bronzo  | Calli Hauger-Thackery     | Gran Bretagna | 1h08'58" |

## Situazione pre-gara

### Record
Prima di questa competizione, il record del mondo (RM), il record europeo (EU) ed il record dei campionati (RC) erano i seguenti:
| Record                | Prestazione              | Atleta       | Data                                   | Competizione |
| --------------------- | ------------------------ | ------------ | -------------------------------------- | ------------ |
| Record mondiale       | Letesenbet Gidey Etiopia | 1h02'52"(mx) | 24 ottobre 2021 Valencia, Spagna       |              |
| Record mondiale       | Peres Jepchirchir Kenya  | 1h05'16"(wo) | 17 ottobre 2020 Gdynia, Polonia        |              |
| Record europeo        | Sifan Hassan Paesi Bassi | 1h05'15"(mx) | 18 settembre 2018 København, Danimarca |              |
| Record dei campionati | Sara Moreira Portogallo  | 1h10'19"     | 10 luglio 2016 Amsterdam, Paesi Bassi  | Europei 2016 |

### Campione in carica
La campionessa europea in carica era:
| Campione         | Atleta                      | Prestazione | Data                                       | Competizione |
| ---------------- | --------------------------- | ----------- | ------------------------------------------ | ------------ |
| Europea Maratona | Aleksandra Lisowska Polonia | 2h28'36"    | 21 agosto 2022 Monaco di Baviera, Germania | Europei 2022 |

### La stagione
Prima di questa gara, le atlete europee con le migliori tre prestazioni europee dell'anno erano:
| Pos. | Atleta                            | Prestazione | Data                                |
| ---- | --------------------------------- | ----------- | ----------------------------------- |
| 1    | Joan Chelimo Melly Romania        | 1h06'58"    | 3 marzo 2024 Parigi, Francia        |
| 2    | Jessica Warner-Judd Gran Bretagna | 1h07'07"    | 11 febbraio 2024 Barcellona, Spagna |
| 3    | Melat Yisak Kejeta Germania       | 1h07'26"    | 4 febbraio 2024 Berlino, Germania   |

## Risultati
| Pos.    | Nome                           | Nazionalità   | Tempo    | Note                                     |
| ------- | ------------------------------ | ------------- | -------- | ---------------------------------------- |
| Oro     | Karoline Bjerkeli Grøvdal      | Norvegia      | 1h08'09" | Record dei campionati                    |
| Argento | Joan Chelimo Melly             | Romania       | 1h08'55" |                                          |
| Bronzo  | Calli Hauger-Thackery          | Gran Bretagna | 1h08'58" |                                          |
| 4       | Delvine Relin Meringor         | Romania       | 1h09'25" | Miglior prestazione personale stagionale |
| 5       | Melat Yisak Kejeta             | Germania      | 1h09'42" |                                          |
| 6       | Abbie Donnelly                 | Regno Unito   | 1h09'57" |                                          |
| 7       | Fabienne Schlumpf              | Svizzera      | 1h10'01" | Miglior prestazione personale stagionale |
| 8       | Mekdes Woldu                   | Francia       | 1h10'04" | Miglior prestazione personale stagionale |
| 9       | Clara Evans                    | Gran Bretagna | 1h10'06" | Miglior prestazione personale            |
| 10      | Lonah Chemtai Salpeter         | Israele       | 1h10'28" | Miglior prestazione personale stagionale |
| 11      | Domenika Mayer                 | Germania      | 1h10'49" |                                          |
| 12      | Laura Luengo                   | Spagna        | 1h10'54" | Miglior prestazione personale stagionale |
| 13      | Esther Navarrete               | Spagna        | 1h11'08" | Miglior prestazione personale stagionale |
| 14      | Fatima Azzahraa Ouhaddou Nafie | Spagna        | 1h11'14" | Miglior prestazione personale stagionale |
| 15      | Elisa Palmero                  | Italia        | 1h11'22" | Miglior prestazione personale            |
| 16      | Margaux Sieracki               | Francia       | 1h11'24" |                                          |
| 17      | Lauren McNeil                  | Gran Bretagna | 1h11'26" |                                          |
| 18      | Esther Pfeiffer                | Germania      | 1h11'28" |                                          |
| 19      | Sofiia Yaremchuk               | Italia        | 1h11'32" |                                          |
| 20      | Fabienne Königstein            | Germania      | 1h11'34" |                                          |
| 21      | Juliette Thomas                | Belgio        | 1h11'35" |                                          |
| 22      | Helen Bekele                   | Svizzera      | 1h11'36" | Miglior prestazione personale stagionale |
| 23      | Tereza Hrochová                | Rep. Ceca     | 1h11'38" | Miglior prestazione personale            |
| 24      | Salomé Rocha                   | Portogallo    | 1h11'42" | Miglior prestazione personale            |
| 25      | Matea Parlov Koštro            | Croazia       | 1h11'48" |                                          |
| 26      | Mélody Julien                  | Francia       | 1h11'49" | Miglior prestazione personale stagionale |
| 27      | Alisa Vainio                   | Finlandia     | 1h11'50" | Miglior prestazione personale stagionale |
| 28      | Solange Jesus                  | Portogallo    | 1h12'03" | Miglior prestazione personale            |
| 29      | Aleksandra Lisowska            | Polonia       | 1h12'06" | Miglior prestazione personale            |
| 30      | Hanne Verbruggen               | Belgio        | 1h12'12" |                                          |
| 31      | Izabela Paszkiewicz            | Polonia       | 1h12'15" | Miglior prestazione personale stagionale |
| 32      | Meritxell Soler                | Spagna        | 1h12'16" |                                          |
| 33      | Anne Luijten                   | Paesi Bassi   | 1h12'17" |                                          |
| 34      | Shona Heaslip                  | Irlanda       | 1h12'19" |                                          |
| 35      | Sara Nestola                   | Italia        | 1h12'27" |                                          |
| 36      | Julia Mayer                    | Austria       | 1h12'40" |                                          |
| 37      | Katharina Steinruck            | Germania      | 1h12'48" |                                          |
| 38      | Maor Tiyouri                   | Israele       | 1h12'55" |                                          |
| 39      | Méline Rollin                  | Francia       | 1h13'07" | Miglior prestazione personale stagionale |
| 40      | Lidia Campo                    | Spagna        | 1h13'25" |                                          |
| 41      | Viktoriia Kaliuzhna            | Ucraina       | 1h13'25" |                                          |
| 42      | Jacelyn Gruppen                | Paesi Bassi   | 1h13'26" |                                          |
| 43      | Nóra Szabó                     | Ungheria      | 1h13'27" | =                                        |
| 44      | Susana Santos                  | Portogallo    | 1h13'31" |                                          |
| 45      | Moira Stewartová               | Rep. Ceca     | 1h13'41" |                                          |
| 46      | Monika Jackiewicz              | Polonia       | 1h13'42" |                                          |
| 47      | Fadouwa Ledhem                 | Francia       | 1h14'07" |                                          |
| 48      | Hanne Mjøen Maridal            | Norvegia      | 1h14'09" | Miglior prestazione personale stagionale |
| 49      | Aleksandra Brzezińska          | Polonia       | 1h14'21" |                                          |
| 50      | Olga Nyzhnyk                   | Ucraina       | 1h14'23" | Miglior prestazione personale stagionale |
| 51      | Joana Vanessa Carvalho         | Portogallo    | 1h14'26" |                                          |
| 52      | Loreta Kančytė                 | Lituania      | 1h14'56" | Miglior prestazione personale stagionale |
| 53      | Nanna Bové                     | Danimarca     | 1h15'16" | Miglior prestazione personale stagionale |
| 54      | Federica Sugamiele             | Italia        | 1h15'34" | Miglior prestazione personale stagionale |
| 55      | Angelika Mach                  | Polonia       | 1h15'55" | Miglior prestazione personale stagionale |
| 56      | Özlem Kaya Alici               | Turchia       | 1h16'04" |                                          |
| 57      | Anja Fink                      | Slovenia      | 1h16'24" | Miglior prestazione personale stagionale |
| 58      | Laura Méndez                   | Spagna        | 1h16'28" | Miglior prestazione personale stagionale |
| 59      | Militsa Mircheva               | Bulgaria      | 1h16'30" |                                          |
| 60      | Carolien Millenaar             | Danimarca     | 1h16'40" |                                          |
| 61      | Sara Schou Kristensen          | Danimarca     | 1h16'45" |                                          |
| 62      | Sabina Jarząbek                | Polonia       | 1h16'48" |                                          |
| 63      | Maria Sagnes Wågan             | Norvegia      | 1h17'02" |                                          |
| 64      | Emily Haggard-Kearney          | Irlanda       | 1h17'04" | Miglior prestazione personale stagionale |
| 65      | Madalina-Elena Sirbu           | Romania       | 1h17'08" |                                          |
| 66      | Panagiota Vlachaki             | Grecia        | 1h21'56" |                                          |
| -       | Hanna Lindholm                 | Svezia        | dnf      |                                          |
| -       | Camilla Richardsson            | Finlandia     | dnf      |                                          |
| -       | Meryem Erdogan                 | Turchia       | dnf      |                                          |